# Pistorinia
A Pistorinia a kőtörőfű-virágúak (Saxifragales) rendjébe, ezen belül a varjúhájfélék (Crassulaceae) családjába és a fáskövirózsa-formák (Sempervivoideae) alcsaládjába tartozó nemzetség.

## Előfordulásuk
A Pistorinia-fajok előfordulási területe a következő országokban található meg: Portugália, Spanyolország, Algéria, Marokkó és Tunézia.

## Rendszerezés
A nemzetségbe az alábbi 4 faj tartozik:
- Pistorinia attenuata Greuter
- Pistorinia brachyantha Coss.
- Pistorinia breviflora Boiss.
- Pistorinia hispanica (L.) DC. - típusfaj